# Shangji (köpinghuvudort i Kina, Heilongjiang Sheng, lat 47,15, long 127,32)
Shangji (kinesiska: 上集, 上集镇) är en köpinghuvudort i Kina. Den ligger i provinsen Heilongjiang, i den nordöstra delen av landet, omkring 160 kilometer norr om provinshuvudstaden Harbin. Antalet invånare är 26 537. Befolkningen består av 13 184 kvinnor och 13 353 män. Barn under 15 år utgör 12,0 %, vuxna 15-64 år 80 %, och äldre över 65 år 6,0 %.
Runt Shangji är det tätbefolkat, med 266 invånare per kvadratkilometer. Närmaste större samhälle är Sanhe, 17,0 km söder om Shangji. Trakten runt Shangji består till största delen av jordbruksmark.
Genomsnittlig årsnederbörd är 937 millimeter. Den regnigaste månaden är juli, med i genomsnitt 264 mm nederbörd, och den torraste är januari, med 12 mm nederbörd.